# پائولو سیرنا
پائولو سیرنا (انگلیسی: Paolo Sirena؛ زادهٔ ۱۱ سپتامبر ۱۹۴۵) بازیکن فوتبال اهل ایتالیا است.
از باشگاه‌هایی که در آن بازی کرده‌است می‌توان به باشگاه فوتبال هلاس ورونا، باشگاه فوتبال اینتر میلان، و باشگاه فوتبال آ.اس. رم اشاره کرد.